# Minitonas (municipalité rurale)
Minitonas est une municipalité rurale du Manitoba située à l'ouest de la province dans la région de Parkland. La population de la municipalité s'établissait à 834 personnes en 2001. Les villes de Minitonas et de Bowsman sont enclavées dans le territoire de la municipalité.

## Territoire
La communauté suivante est comprise sur le territoire de la municipalité rurale:
- Renwer

## Démographie
| 2001  | 2006  | 2011 | 2016 |
| ----- | ----- | ---- | ---- |
| 1 152 | 1 105 | 996  | 926  |

## Référence
- (en) Cet article est partiellement ou en totalité issu de l’article de Wikipédia en anglais intitulé « Rural Municipality of Minitonas » (voir la liste des auteurs).

1. ↑  « Statistique Canada - Profils des communautés de 2006 -    Minitonas » (consulté le 6 juin 2020)
2. ↑  « Statistique Canada - Profils des communautés de 2016 -   Minitonas » (consulté le 3 juin 2020)0